# Esper Beloselsky
Esper Konstantinovich Beloselsky-Belozersky (em russo:  Эспер Константинович Белосельский; São Petersburgo, 20 de outubro de 1870 — Paris, 5 de janeiro de 1921) foi um velejador russo, medalhista olímpico. Ele competiu nos Jogos Olímpicos de Verão de 1912 na classe 10 Metre e conquistou a medalha de bronze na disputa a bordo do Gallia II com Ernst Brasche, Karl Lindholm, Nikolay Pushnitsky, Aleksandr Rodionov, Joseph Heinrich von Schomacker e Philipp Strauch.
Beloselsky era um oficial da Frota do Báltico no corpo de elite Guarde-Marine e serviu como oficial nos iates imperiais Alexandria e Polar Star. Ele fugiu para a Finlândia durante a Revolução Russa em 1917.